# Satellite Award du meilleur acteur dans une série télévisée dramatique

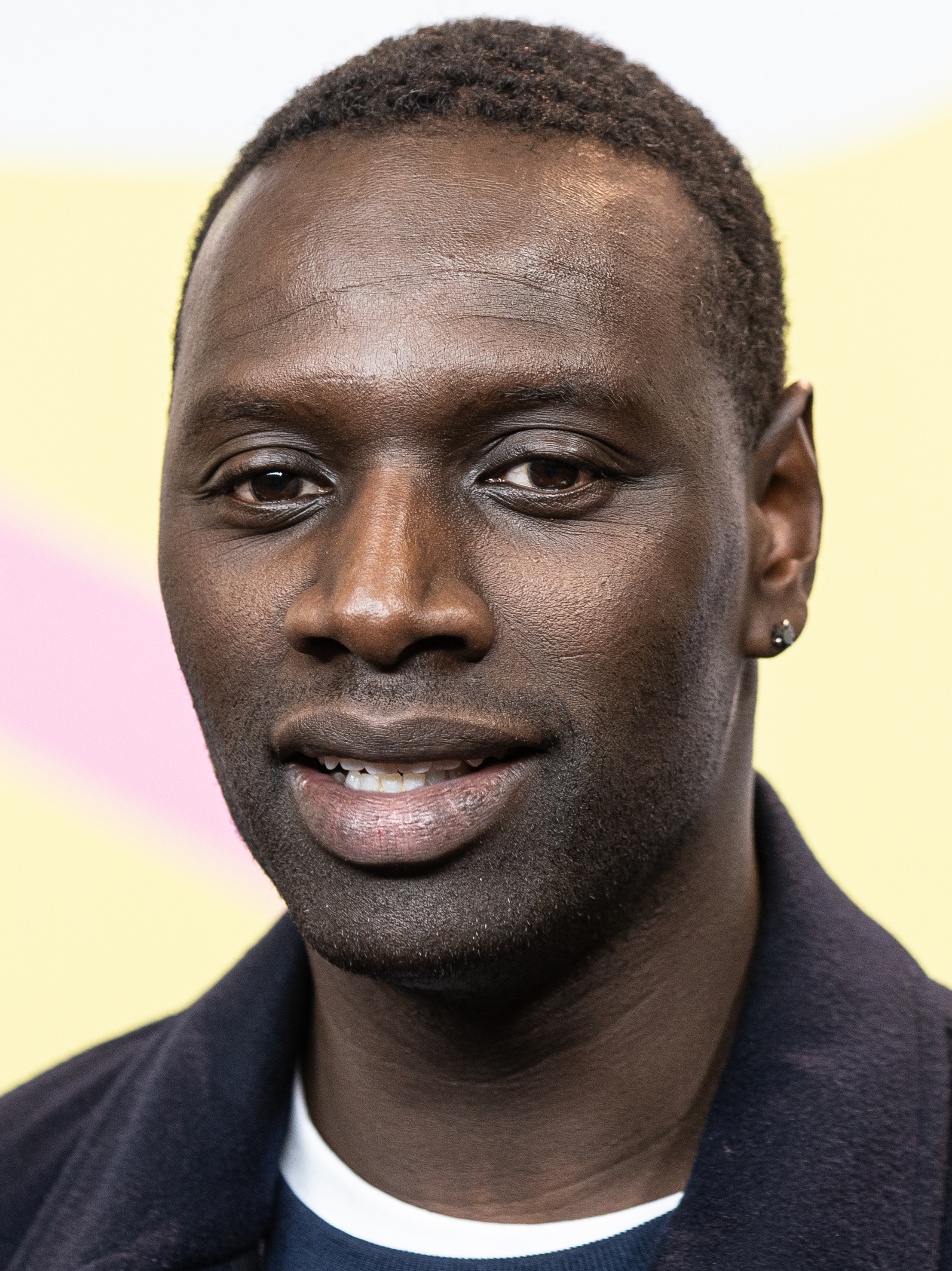
Omar Sy, gagnant du Satellite Award de 2022 pour son rôle dans Lupin

Le Satellite Award du meilleur acteur dans une série télévisée dramatique (Satellite Award for Best Actor – Television Series Drama) est une distinction de la télévision américaine décernée par The International Press Academy depuis 1997.

## Palmarès
Note : les gagnants sont indiqués en gras.

### Années 1990
- 1997 : David Duchovny pour le rôle de Fox Mulder dans X-Files : Aux frontières du réel (X-Files)
  - Andre Braugher pour le rôle de Frank Pembleton dans Homicide
  - Anthony Edwards pour le rôle du Dr Mark Greene dans Urgences (ER)
  - Hector Elizondo pour le rôle de Phillip Watters dans La Vie à tout prix (Chicago Hope)
  - Dennis Franz pour le rôle d'Andy Sipowicz dans New York Police Blues (NYPD Blue)

- 1998 : Jimmy Smits pour le rôle de Bobby Simone dans New York Police Blues (NYPD Blue)
  - David Duchovny pour le rôle de Fox Mulder dans X-Files : Aux frontières du réel (X-Files)
  - Dennis Franz pour le rôle d'Andy Sipowicz dans New York Police Blues (NYPD Blue)
  - Sam Waterston pour le rôle de Jack McCoy dans New York, police judiciaire (Law and Order)
  - Michael T. Weiss pour le rôle de Jarod dans Le Caméléon (The Pretender)

- 1999 : Ernie Hudson pour le rôle de Leo Glynn dans Oz
  - George Clooney pour le rôle du Dr Doug Ross dans Urgences (ER)
  - Dylan McDermott pour le rôle de Bobby Donnell dans The Practice : Bobby Donnell et Associés (The Practice)
  - Jimmy Smits pour le rôle de Bobby Simone dans New York Police Blues (NYPD Blue)
  - Michael T. Weiss pour le rôle de Jarod dans Le Caméléon (The Pretender)

### Années 2000
- 2000 : Martin Sheen pour le rôle de Josiah Bartlet dans À la Maison-Blanche (The West Wing)
  - James Gandolfini pour le rôle de Tony Soprano dans Les Soprano (The Sopranos)
  - Dylan McDermott pour le rôle de Bobby Donnell dans The Practice : Bobby Donnell et Associés (The Practice)
  - Eamonn Walker pour le rôle de Kareem Said dans Oz
  - Sam Waterston pour le rôle de Jack McCoy dans New York, police judiciaire (Law and Order)

- 2001 : Tim Daly pour le rôle de Richard Kimble dans Le Fugitif (The Fugitive)
  - James Gandolfini pour le rôle de Tony Soprano dans Les Soprano (The Sopranos)
  - Dennis Haysbert pour le rôle de Theodore Morris dans Un agent très secret (Now and Again)
  - Nicky Katt pour le rôle de Harry Senate dans Boston Public
  - Martin Sheen pour le rôle de Josiah Bartlet dans À la Maison-Blanche (The West Wing)

- 2002 : Kiefer Sutherland pour le rôle de Jack Bauer dans 24 heures chrono (24)
  - James Gandolfini pour le rôle de Tony Soprano dans Les Soprano (The Sopranos)
  - Craig T. Nelson pour le rôle de Jack Mannion dans Washington Police
  - William Petersen pour le rôle de Gil Grissom dans Les Experts (CSI)
  - Martin Sheen pour le rôle de Josiah Bartlet dans À la Maison-Blanche (The West Wing)

- 2003 : Kiefer Sutherland pour le rôle de Jack Bauer dans 24 heures chrono (24)
  - Michael Chiklis pour le rôle de Vic Mackey dans The Shield
  - Peter Krause pour le rôle de Nate Fisher dans Six Feet Under (Six Feet Under)
  - Chi McBride pour le rôle de Steven Harper dans Boston Public
  - Martin Sheen pour le rôle de Josiah Bartlet dans À la Maison-Blanche (The West Wing)

- 2004 : Michael Chiklis pour le rôle de Vic Mackey dans The Shield
  - David Boreanaz pour le rôle d'Angel dans Angel
  - Anthony LaPaglia pour le rôle de Jack Malone dans FBI : Portés disparus (Whitout a Trace)
  - Julian McMahon pour le rôle de Christian Troy dans Nip/Tuck pour
  - David Paymer pour le rôle de Jonah Malloy dans Line of Fire
  - Nick Stahl pour le rôle de Ben Hawkins dans La Caravane de l'étrange (Carnivàle)

- 2005 (janvier) : Matthew Fox pour le rôle de Jack Shephard dans Lost : Les Disparus (Lost)
  - Vincent D'Onofrio pour le rôle de Robert Goren dans New York, section criminelle (Law & Order: Criminal Intent)
  - Anthony LaPaglia pour le rôle de Jack Malone dans FBI : Portés disparus (Whitout a Trace)
  - James Spader pour le rôle d'Alan Shore dans Boston Justice
  - Treat Williams pour le rôle d'Andrew Brown dans Everwood

- 2005 (décembre) : Hugh Laurie pour le rôle du Dr Gregory House dans Dr House (House)
  - Denis Leary pour le rôle de Tommy Gavin dans Rescue Me : Les Héros du 11 septembre (Rescue Me)
  - Ian McShane pour le rôle d'Al Swearengen dans Deadwood
  - Dylan Walsh pour le rôle de Sean McNamarra dans Nip/Tuck
  - Jake Weber pour le rôle de Joe Dubois dans Médium

- 2006 : Hugh Laurie pour le rôle du Dr Gregory House dans Dr House (House)
  - Michael C. Hall pour le rôle de Dexter Morgan dans Dexter
  - Denis Leary pour le rôle de Tommy Gavin dans Rescue Me : Les Héros du 11 septembre (Rescue Me)
  - Bill Paxton pour le rôle de Bill Henrickson dans Big Love
  - Matthew Perry pour le rôle de Matt Albie dans Studio 60 on the Sunset Strip
  - Bradley Whitford pour le rôle de Danny Tripp dans Studio 60 on the Sunset Strip

- 2007 : Michael C. Hall pour le rôle de Dexter Morgan dans Dexter
  - Eddie Izzard pour le rôle de Wayne Malloy dans The Riches
  - Hugh Laurie pour le rôle du Dr Gregory House dans Dr House (House)
  - Denis Leary pour le rôle de Tommy Gavin dans Rescue Me : Les Héros du 11 septembre (Rescue Me)
  - Bill Paxton pour le rôle de Bill Henrickson dans Big Love
  - James Woods pour le rôle de Sebastian Stark dans Shark

- 2008 : Bryan Cranston pour le rôle de  Walter White dans Breaking Bad
  - Gabriel Byrne pour le rôle de Paul Weston dans En analyse (In Treatment)
  - Michael C. Hall pour le rôle de Dexter Morgan dans Dexter
  - Jon Hamm pour le rôle de Don Draper dans Mad Men
  - Jason Isaacs pour le rôle de Michael Caffee dans Brotherhood
  - David Tennant pour le rôle du Docteur dans Doctor Who

- 2009 : Bryan Cranston pour le rôle de Walter White dans Breaking Bad
  - Bill Paxton pour le rôle de Bill Henrickson  dans Big Love
  - Gabriel Byrne  pour le rôle de Paul Weston dans En analyse (In Treatment)
  - Jon Hamm pour le rôle de Don Draper dans Mad Men
  - Lucian Msamati  pour le rôle de JLB Matekoni dans L'Agence N°1 des dames détectives  (The No. 1  Ladies' Detective Agency)
  - Nathan Fillion  pour le rôle de Richard Castle dans Castle

### Années 2010
- 2010 : Bryan Cranston pour le rôle de Walter White dans Breaking Bad
  - Kyle Chandler pour le rôle d'Eric Taylor dans Friday Night Lights
  - Josh Charles pour le rôle de Will Gardner dans The Good Wife
  - Michael C. Hall pour le rôle de Dexter Morgan dans Dexter
  - Jon Hamm pour le rôle de Don Draper dans Mad Men
  - Stephen Moyer pour le rôle de Bill Compton dans True Blood

- 2011 : Steve Buscemi pour le rôle d'Enoch « Nucky » Thompson  dans Boardwalk Empire
  - Steve Buscemi pour le rôle d'Enoch « Nucky » Thompson dans Boardwalk Empire
  - Bryan Cranston pour le rôle de Walter White dans Breaking Bad
  - Kelsey Grammer pour le rôle de Tom Kane dans Boss
  - Jeremy Irons pour le rôle du Pape Alexandre VI dans The Borgias
  - Damian Lewis pour le rôle de Nicholas Brody dans Homeland

- 2012[1] : Damian Lewis pour le rôle de Nicholas Brody dans Homeland
  - Bryan Cranston pour le rôle de Walter White dans Breaking Bad
  - Jeff Daniels pour le rôle de Will McAvoy dans The Newsroom
  - Jon Hamm pour le rôle de Don Draper dans Mad Men
  - Jonny Lee Miller pour le rôle de Sherlock Holmes dans Elementary
  - Timothy Olyphant pour le rôle de Raylan Givens dans Justified

- 2014 : Bryan Cranston pour le rôle de Walter White dans Breaking Bad
  - Jeff Daniels pour le rôle de Will McAvoy dans The Newsroom
  - Jon Hamm pour le rôle de Don Draper dans Mad Men
  - Freddie Highmore pour le rôle de Norman Bates dans Bates Motel
  - Derek Jacobi pour le rôle d'Alan Buttershaw dans Last Tango in Halifax
  - Michael Sheen pour le rôle de William Masters dans Masters of Sex
  - Kevin Spacey pour le rôle de Frank Underwood dans House of Cards
  - Aden Young pour le rôle de Daniel Holden dans Rectify

- 2015 : Clive Owen pour le rôle du Dr John Thackery dans The Knick
  - Billy Bob Thornton pour le rôle de Lorne Malvo dans Fargo
  - Charlie Hunnam pour le rôle de Jax Teller dans Sons of Anarchy
  - Martin Freeman pour le rôle de Lester Nygaard dans Fargo
  - Woody Harrelson pour le rôle de Marty Hart dans True Detective
  - Mads Mikkelsen pour le rôle de Hannibal Lecter dans Hannibal
  - Lee Pace pour le rôle de Joe MacMillan dans Halt and Catch Fire

- 2016 : Dominic West pour le rôle deNoah Solloway dans The Affair
  - Kyle Chandler pour le rôle de John Rayburn dans Bloodline
  - Timothy Hutton pour le rôle de Russ Skokie dans American Crime
  - Rami Malek pour le rôle d'Elliot Alderson dans Mr. Robot
  - Bob Odenkirk pour le rôle de Jimmy McGill dans Better Call Saul
  - Liev Schreiber pour le rôle de Ray Donovan dans Ray Donovan

- 2017 : Dominic West pour le rôle deNoah Solloway dans The Affair
  - Rami Malek pour le rôle d'Elliot Alderson dans Mr. Robot
  - Bob Odenkirk pour le rôle de Jimmy McGill dans Better Call Saul
  - Matthew Rhys pour le rôle de Phillip Jennings dans The Americans
  - Liev Schreiber pour le rôle de Ray Donovan dans Ray Donovan
  - Billy Bob Thornton pour le rôle de Billy McBride dans Goliath

- 2018 : Jonathan Groff pour le rôle de Holden Ford dans  Mindhunter
  - Brendan Gleeson pour le rôle de Bill Hodges dans  Mr. Mercedes
  - Tom Hardy pour le rôle de James Keziah Delaney dans  Taboo
  - Sam Heughan pour le rôle de James "Jamie" Fraser dans  Outlander
  - Ewan McGregor pour le rôle d'Emmit Stussy / Ray Stussy dans  Fargo
  - Harry Treadaway pour le rôle de Brady Hartsfield / Mr. Mercedes dans  Mr. Mercedes

- 2019 : Brendan Gleeson – Mr. Mercedes
  - Jason Bateman – Ozark
  - Bob Odenkirk – Better Call Saul
  - Matthew Rhys – The Americans
  - J. K. Simmons – Counterpart
  - Billy Bob Thornton – Goliath

### Années 2020
- 2020 : Tobias Menzies pour le rôle de Philip Mountbatten dans The Crown
  - Brian Cox pour le rôle de Logan Roy dans Succession
  - Brendan Gleeson pour le rôle de Bill Hodges dans Mr. Mercedes
  - Jonathan Groff pour le rôle de Holden Ford dans Mindhunter
  - Damian Lewis pour le rôle de Robert "Bobby" Axelrod dans Billions
  - Billy Bob Thornton pour le rôle de Billy McBride dans Goliath

- 2021 : Bob Odenkirk dans Better Call Saul
  - Jason Bateman dans Ozark
  - Damian Lewis dans Billions
  - Tobias Menzies dans The Crown
  - Regé-Jean Page dans La Chronique des Bridgerton
  - Matthew Rhys dans Perry Mason

- 2022 : Omar Sy dans Lupin (Netflix)
  - Brian Cox dans Succession (HBO)
  - Aldis Hodge dans City on a Hill (Showtime)
  - James Nesbitt dans Bloodlands (Acorn TV)
  - Jeremy Strong dans Succession (HBO)
  - Titus Welliver dans Harry Bosch (Prime Video)

- 2023 : Bob Odenkirk pour Better Call Saul
  - Shaun Evans pour Les Enquêtes de Morse
  - John C. Reilly pour Winning Time: The Rise of the Lakers Dynasty
  - Adam Scott pour Severance
  - J. K. Simmons pour Vers les étoiles
  - Jeremy Allen White pour The Bear

- 2024 : Gary Oldman – Slow Horses
  - Brian Cox – Succession
  - Harrison Ford – 1923
  - Pedro Pascal – The Last of Us
  - Jeremy Strong – Succession

- 2025 : Hiroyuki Sanada – Shōgun
  - Donald Glover – Mr. & Mrs. Smith
  - Jake Gyllenhaal – Présumé innocent
  - Gary Oldman – Slow Horses
  - Eddie Redmayne – The Day of the Jackal
  - Billy Bob Thornton – Landman